# Uwe Kopf
Uwe Kopf (* 10. Februar 1956 in Kaiserslautern; † 9. Januar 2017 in Hamburg) war ein deutscher Journalist.
Kopf lebte als freier Autor in Hamburg. Zuletzt schrieb er unter anderem seit 2006 für die B.Z. die Kolumne TV-Kopf des Tages sowie für die Magazine Faces und seit 2010 für den Rolling Stone.
Bei der Lifestyle-Zeitschrift Tempo war er von 1990 bis 1996 tätig als „Starkolumnist“ und Textchef. Danach war er unter anderem für den Spiegel tätig. Er schrieb für Theo und war Textchef der Zeitschrift. Zudem war er an der Jubiläumsausgabe der Tempo im Jahr 2006 beteiligt. Am 9. Januar 2017 starb Kopf kurz nach der Diagnose an einer Krebserkrankung. Die Arbeit an seinem Roman Die elf Gehirne der Seidenspinnerraupe konnte er noch beenden, sodass dieser postum Ende April 2017 im Verlag Hoffmann und Campe erschien.
Uwe Kopf ruht auf dem Friedhof Ohlsdorf. Die Grabstätte im Planquadrat G 8 liegt nordwestlich von Kapelle 4.

## Schriften
- Der scharlachrote Buchstabe. In: Christian Kracht (Hrsg.): Mesopotamia: ein Avant-Pop-Reader. dtv, München 2001, ISBN 3-423-12916-6.
- Die elf Gehirne der Seidenspinnerraupe. Hoffmann und Campe, Hamburg 2017, ISBN 978-3455000573